# Othresypna albistigma
Othresypna albistigma är en fjärilsart som beskrevs av John Henry Leech 1900. Othresypna albistigma ingår i släktet Othresypna och familjen nattflyn. Inga underarter finns listade i Catalogue of Life.